# Hubovo
Hubovo (węg. Hubó) – wieś (obec) na Słowacji położona w kraju bańskobystrzyckim, w powiecie Rymawska Sobota. Pierwsze wzmianki o miejscowości pochodzą z roku 1235.
Według danych z dnia 31 grudnia 2012, wieś zamieszkiwało 138 osób, w tym 75 kobiet i 63 mężczyzn.
W 2001 roku rozkład populacji względem narodowości i przynależności etnicznej wyglądał następująco:
- Słowacy – 5,84%
- Romowie – 5,84%
- Węgrzy – 88,31%

Ze względu na wyznawaną religię struktura mieszkańców kształtowała się w 2001 roku następująco:
- Katolicy rzymscy – 23,38%
- Ewangelicy – 2,6%
- Ateiści – 3,9%